# ラー・アンドロメダ・プロメシューム
ラー・アンドロメダ・プロメシューム（La Andromeda Promethium）は、松本零士の作品に登場する架空の人物。
正式名はプロメシュームII世だが、「II世」の呼称は省略される場合が多い。『銀河鉄道999』ではプロメシュームとしか呼ばれておらず、また『新竹取物語 1000年女王』TV版やOVA作品でも使用されていないため、本項目では便宜上「プロメシューム」と表記する。なお、本項目では主に初出の作品である『999』の描写を中心に解説する。

## キャラクター概要
『999』劇中において、機械帝国の最高権力者・女王プロメシュームとして登場。メーテルの母にして機械帝国の建国者であり、かつてはドクター・バンと婚姻関係にあった。「機械の体」による永遠の命を全宇宙に拡大すべく野望を燃やす。
2000年以降、『999』と『1000年女王』のミッシングリンクを埋める作品という位置付けがなされたOVA作品の『メーテルレジェンド』およびTVアニメ『宇宙交響詩メーテル 銀河鉄道999外伝』が発表され、『1000年女王』の雪野弥生＝『999』のプロメシュームという設定が明確なものとなった。その結果、プロメシュームのフルネームは『1000年女王』の作中で明かされた弥生のラーメタル名となり、『1000年女王』は彼女の若かりし頃を描いた作品という位置付けが明確にされた。
これに伴い『レジェンド』において、ラーメタルに帰還した弥生が機械帝国の女王プロメシュームへと変貌していく過程が描かれた。なお、この過程は『999』映画2作目などで本人やメーテルから語られる経緯とは大きく異なる。

## 性格・人物
狂信的なまでの機械の信奉者であり、かつての夫・バン曰く「哀れな機械の女」。TV版では、自らを「全宇宙の支配者」と称している。メーテルに対しては並々ならぬ愛情を注ぐ（後述）一方、自分の野望を阻む者に対しては非情であり、たとえそれが夫や血を分けた娘であっても決して容赦はしない。TV版でのメーテルの台詞によれば、かつては「鉄郎のお母さんにも負けないくらい優しい母」だったという。だが、「機械の体による永遠の命の実現を目指すようになってから母は変わってしまった」とのことであり、劇中においては人間としての温かい心は既に失われていた。
若い頃は苦難の日々を過ごしている。原作ではメーテルが連れてきた少年・星野鉄郎の前に姿を現した際に、映画2作目ではメーテルの前に姿を現わした際に、自分がこれまで歩んできた道のりを語る場面がある。
メーテルを除き生身の人間を見下した態度をとり、鉄郎に対して「愚かな生身の2足動物」と言い放ったり、しばしば「愚かな人間ども」といった表現を用いている。もっとも、鉄郎に対しては接し方が原作とアニメでは異なり、原作に先んじて登場したTV版、劇場版2作品では敵愾心をむき出しにしているが、原作では侮蔑的表現を用いる一方でメーテルと共に旅を続けてきたことに対しては礼を述べ、かつての自分の姿を重ねてその人間性を評価するも、「鏡の中の自分を殺せるか？」という警句を発している。（メーテルはこの警句を『アンドロメダ大星雲や惑星大アンドロメダが、鏡に映った未来の銀河系や地球かもしれない、という意味』と説明し、『もしそうだったらこんな悲しいことはない。果たしてその通りなのか、自分で答えを出しなさい』と励ましている）
機械化人にとっては偉大な存在であり、映画2作目の冒頭では鉄郎らと戦う機械化人の兵士達がシュプレヒコールでその名を連呼する場面があるほか、この映画での側近・黒騎士ファウストが管轄する銀河鉄道のコントロールセンター内には、プロメシュームの顔を模した巨大なレリーフが配置されている。限りある命の素晴らしさを信じて機械化人と闘う生身の人間にとっては脅威であり、倒すべき存在であった。
しかし、生身の人間を見下しているがゆえの詰めの甘さと機械に対する過信が、自身と機械帝国の破滅を招いた（後述）。

## 容姿・身体的特徴など
『999』映画1作目で登場した際、能面の女面のような白い顔に黒目のみの瞳、額には歯車の意匠が施された姿で描かれ、TV版や原作でもこの容姿が踏襲されている。また、映画2作目で惑星ラーメタルの古城に描かれている、生身の人間だった頃の彼女の肖像画も機械化した後の顔とそっくりに描かれている。2000年以降のOVA作品では、人間時代の容貌（特に髪の毛の色・顔立ち）をメーテルが受け継いでいるという解釈がなされている。
また、90年代以降の作品においてメーテルとは姉妹となり、いま一人の娘として設定されたエメラルダスは性格・行動・正義感においてプロメシュームよりも彼女の妹（『1000年女王』TV版では姉）セレンに似ているところがある。
プロメシュームの姿は上記の特徴を基調としつつも作品ごとで異なっている。以下に機械化後のそれぞれの姿を記す。
銀河鉄道999
映画1作目
初登場作品。人間体の機械化人として登場し、能面のような容貌に加え、髪の毛と一体化した黒い衣には宇宙空間が映っている。
映画2作目
映画2作目の『さよなら銀河鉄道999』では、プロメシューム自身が「惑星大アンドロメダ、すなわち私自身!」と述べているように、自分が作り上げた大母星・惑星大アンドロメダが即ち彼女自身であることが示唆されている。その中心部には白色の巨大なエネルギー体が存在し、湧出するエネルギーがその顔を形作るというものであった。ここにはガラスのように透明で楕円型のバリアが施された謁見室が設置され、原作にも登場している。
また、別にエネルギー出力の操作を行うコントロール・ルームがあり、メーテルはその端末を操作してプロメシュームの息の根を止めようとした。ルーム内には白色の炎が立つパイプが数本設置されており、メーテルが端末を操作したことで一瞬全ての炎が消えたものの、再び火が着くと、全てのパイプの中にプロメシュームの顔が亡霊のごとく浮かび上がった。
デザインを担当したのはアニメーターの金田伊功で、セル画ではCG並の滑らかな作画がなされている。エネルギー体としてのプロメシュームのデザインについては、現代美術家の村上隆が自身の講演で日本画との関連性を指摘している。
TV版
青い髪をした人間体の機械化人として登場する。袖のついた黒いマントを着用し、映画2作品及び原作で登場した姿に比べ、もっとも人間に近い姿をしており、生身の人間同様、瞳には黒目と白目がある。
原作
鉄郎曰く、巨大な「機械の生首」。惑星大アンドロメダの中心部に居り、文字通り機械帝国の「首魁」となっている。その後頭部にはローマ神話の神・ヤーヌスのようにメーテルの顔があり、彼女と人格を共有している。映画3作目の『エターナルファンタジー』でも、回想シーンにおいてこの姿で登場した。
メーテルレジェンド
『1000年女王』の後日譚として、黒いドレスと赤い冠をつけた姿で初登場。だが次第に増殖する機械に蝕まれてゆき、物語の終盤で能面のような白い顔と、体に宇宙空間が映しだされた機械化人へと変貌を遂げる。
映画1作目の姿を彷彿とさせるデザインだが、衣の色はブルーで容姿もやや若い印象である。
宇宙交響詩メーテル
惑星を破壊され脱出する際、メーテルの前に現われた時は、『1000年女王』での姿と同じように黒いドレスと赤い冠をつけているが、機械化の進行とともに、冠にある額のハート型の宝石が歯車のマークに変わり、首飾りと腰飾りもなくなっている。髪の色もブロンドから緑に、瞳は黒目のみに変わった。強力な再生能力を有するとともに、メーテルとエメラルダスに重力サーベルで斬りつけられた際には、傷口から宇宙空間が覗いていた。
娘達によって倒されるも復活を果たし、以後はメーテル達の前に能面のような白い顔を立体映像で見せるようになる。

## 劇中での軌跡
時系列順では、『1000年女王』→『レジェンド』→『宇宙交響詩-』→『999』となる。ただし、作品の発表順は『999』→『1000年女王』→『レジェンド』→『宇宙交響詩-』となっており、整合性も十分に図られていない。

### 銀河鉄道999
映画版
1作目
原作に先んじて、映画1作目で初登場。この映画では部下の機械近衛兵や、鉄郎を惑星の重要部分を支える「生きたネジ」にする役割を担う医師団、目以外は顔に何も付いていない2人の侍女などが登場する。
鉄郎が躊躇するメーテルの代わりに、ペンダントに身をやつしたバンを機械化母星・惑星メーテルの中心部へと投げ込んだことで惑星メーテルが潰滅する。プロメシュームは崩壊する惑星と運命を共にしたかに見えたが、脱出しようとする鉄郎とメーテルの後を追って999号に乗り込み、メーテルの前で鉄郎を絞殺しようとした。しかし、身を挺して彼を助けようとした999号勤務のウェイトレス・クレアに阻まれ、共に滅死する。その直後に惑星の地表から火の手が上がり、大爆発を起こして消滅した。鉄郎を殺そうとした際、メーテルに対し「私から何もかも奪った」と発言しているが、実際には半分であった（詳細は後述）。
2作目
続編の『さよなら銀河鉄道999』では、部下に鉄郎の父である黒騎士ファウストがいる。機械化を推進すべく、地球を始めとする生身の人間が住む惑星に機械化人の兵士を送り、人間を駆逐しようとしたが、惑星周辺に過大な機械エネルギーが集まったことで、エネルギーを求めて彷徨う大暗黒彗星・サイレンの魔女を引き寄せ、それに呑み込まれて消滅した。
この映画2作目でプロメシュームとメーテルの過去が明かされ、2人の故郷が遊星ラーメタルであり、そこに城を建てて母子ともに暮らしていたことや、娘を宇宙船に乗せてラーメタルを離れてから機械帝国が誕生するまでの経緯がプロメシューム自身の言葉で語られた。また、本作で劇場版1作目の惑星メーテルよりも先に惑星大アンドロメダが誕生したこと、彼女の体もメーテルと同様に人間体と惑星体に分かれていることなどが判明し、再会したメーテルに対し「（前作において惑星体をしたメーテルの分身と人間体の自分を失ったことで）私達はお互いに半分ずつ失った」と語っている。
TV版
TVアニメ版では、将校のような身なりをした部下達のほか、クレアのようにガラスの体を持つ機械化人のミライという女性を従え、鬼面のような外観の居城にいる。
第108話「マカロニグラタンの崩壊」で声とシルエットのみで登場。なお、この回のエンディング・クレジットはプロメシュウムである。原作の同名エピソードには描かれていないが、TV版では終着駅が近いこともあり、娘のメーテルに早く鉄郎を連れてくるよう促すとともに、鉄郎とメーテルを身代わりに惑星マカロニグラタンからの脱出を企てていた機械化人の兄弟、デンドロビウムの処刑を、惑星を管理する電子頭脳にして衛星であるマザーコンピューターjr.（マザコンjr.）に命じている。この一件で、メーテルがプロメシュームとの会話で「お母様」と言ったことから、それを聞いた鉄郎は混乱するのだった。
その後、999の旅を終えて惑星プロメシュームに戻ってきたメーテルと再会する。プロメシュームは夫のペンダントで惑星を破壊しようとするメーテルの前に立体映像で現れ、ペンダントを奪い、彼女を牢屋に閉じ込めるも脱獄される。あわせて機械化人となることを拒否した鉄郎を処刑すべく、部下に命じてその身柄を999の車内に拘束させた上、誘導波で999をブラックホールに引き寄せて葬ろうとするが失敗、さらにミライの裏切りによりペンダントも奪回された。プロメシュームは鉄郎とメーテルを動力炉で待ち伏せし、ペンダントを手にしたメーテルと揉み合いになるが、その最中に落ちたペンダントを鉄郎が戦士の銃で跳ね飛ばし動力炉の中心部に放り込んだことで、動力炉から火柱が噴き上がり、その直撃を受けたプロメシュームは焼失する。かつて夫から予言されたように戦士の銃で直接心臓を撃ち抜かれはしなかったものの、鉄郎がその引き金を引いたことが結果的に彼女の死を招いた。プロメシュームの居城は地割れの中へと沈み、その名を冠した惑星プロメシュームもブラックホールに吸い込まれて消滅した。
原作
側近にクレアの母・メノウという機械化人の女性がいる。
生身のメーテルの行動は、背面にある分身のメーテルを通じてプロメシュームに筒抜けとなるはずだったが、メーテルの台詞によれば、生身の自分が心を閉ざすと伝達が絶たれるため、裏切りに気づくことができず、映画1作目やTV版と同様、夫のペンダントを惑星大アンドロメダの中心部へと投げ込まれた。またクレアの体のかけらを大事に持っていた鉄郎を見て、自分が間違っていたことに気づいたメノウにも裏切られ、鉄郎のネジ化が阻止される。メノウは「鉄郎がなるはずだった生きたネジ」の代りに、目印としてメーテルの口紅が着いた古い鋳物製のネジを、機械帝国にとって重要なエネルギー源となる「命の火」の供給装置「るつぼ」に取り付け、それを鉄郎が戦士の銃で撃ち抜いたことで「るつぼ」の圧力弁が開き、「命の火」がプロメシュームの顔を彫刻した巨大なタワー（排気筒）から一気に漏出。エネルギーを失ったことでプロメシュームの顔がみるみるうちに衰弱、バランスを崩した惑星大アンドロメダはアンドロメダ星雲の真の中心である「光さえも抜け出せない超重力の墓場」に引きずり込まれた。その結果、メノウ曰く「不滅」の存在であるはずの女王プロメシュームは死に（同時に背面にあるメーテルの分身も死んだ）、プロメシュームが「永遠の機械化世界」と称した機械帝国は脆くも崩れ去った。

### 1000年女王
時代設定が1999年から2001年となる『1000年女王』では、1000年周期で地球に接近する惑星ラーメタルにおける地球の統治者1000年女王として登場。地球では雪野弥生として暮らし、地球人達との交流を育んでいった。
円谷映像の『レジェンド』公式サイトに掲載されていた（現在は閉鎖）、原作者松本の筆によるwebコミックで彼女が雪野弥生として1001年から2001年の間を地球で暮らしたことを語る場面があったため、後述の『レジェンド』及び『宇宙交響詩-』は、原作漫画からの続きとみられる。

### メーテルレジェンド
ラーメタル帰還後は女王となり、ドクター・バンという男性と結婚、彼との間にメーテルとエメラルダスの双子を儲けている。太陽系から遠く離れ、寒冷化が進んだラーメタルの民を救うべく、プロメシュームは苛酷な環境にも耐えられる機械の体になることを決意。彼女は機械化人の科学者ハードギアの進言に従い機械化手術を受け、額から肉体の機械化を促進するカプセルを脳に埋め込まれる。だがそれは激痛を伴って肉体を次第に機械の体へと変えてゆくものであり、ハードギアの狙いはラーメタルを機械化して自分の支配下に置くことだった。プロメシュームは増殖していく機械に体を蝕まれながらも、ラーメタルから娘達を送り出すべく999号に向けて救難信号を送る。
母として娘達を999号で送り出すことはできたものの、自身は機械化人となってしまう。プロメシュームは自分との同化を図ってその力を吸収しようとしたハードギアを倒すと、彼に代わって惑星の機械化と生身の人間の駆逐を宣言し、機械の女王となる。

### 宇宙交響詩メーテル 銀河鉄道999外伝
『レジェンド』から数年後、プロメシュームは惑星ラーメタルと人間の機械化を進めていた。メーテルにメッセージカードを送り、999で帰還した彼女の前に機械化する以前の姿で現われ、自分の後を継いで欲しいと頼むが、それは星の内部に眠らせている何体ものクローンを利用した影武者の内の一体であり、本体はラーメタルの中枢部の機械と一体化していた。プロメシュームは状況や相手に応じて優しい人格を持った個体や冷酷な性格を持った個体を使い分けており、エメラルダスの前にもクローンを差し向けている。
その急激な機械化は市民の反発を招き、部下のレオパルド達は表向きは忠義を装っていたが叛旗を翻して自身の艦隊で首都を攻撃、後を継ぐかに見えたメーテルも機械化人となった母を倒すべくこのラーメタルへ戻ってきたのであり、彼女が先の女王ラーレラの指示に従い惑星のコアを分離させたことで惑星ラーメタルを破壊される。
崩壊する惑星からプロメシュームの本体は脱出を図るが、そこにメーテルとエメラルダスが現われたために2人と戦うこととなる。強力な再生能力で2人を圧倒するが、メーテルの「母を倒す」という強い念が込められた血を体内に注ぎ込まれた結果、機械細胞を破壊されその肉体は砂のように崩れ去った。だが死んではおらず、宇宙塵などを取り込み自分の体を再生させると、ラーメタル内部のコアから切り離されて誕生した新惑星に機械化人の艦隊を差し向けた。艦隊はレオパルドやハーロックたちの活躍で撃退されるが、その間に惑星プロメシュームという人工の惑星を誕生させた。
惑星プロメシュームの強力な自己修復能力で、プロメシュームはハーロックのデスシャドウ号とクイーン・エメラルダス号を翻弄するが、トチローの発言にヒントを得たメーテルは、999の車内で知り合った少年・ナスカを惑星を破壊するために必要な部品（生きたネジ）に変え、彼の艦で惑星に突入。プロメシュームはメーテルの前にアンドロイドを多数差し向けるも、最終的にメーテルの手でナスカの魂を宿したネジを埋め込まれたことで惑星プロメシュームは内部から破壊され、プロメシュームも惑星と運命を共にした。
だが、これでも完全には滅んではおらず、プロメシュームは中核となるパーツだけの存在として復活を待つ身となるのだった。

## 能力
機械化人となってからは、以下の能力が確認されている。
人間のネジ化
生身の人間を惑星を支える部品「生きたネジ」に変える。『999』原作で鉄郎に使用しようとした。これを使用すると何処からともなく風が起こり、稲妻が放たれ、その直撃を受けた生身の人間はネジに変わる。この能力でメーテルが連れてきた人間をネジにしてきたが、側近メノウの裏切りにより鉄郎はネジ化を免れた。
立体映像の投影
『999』TV版や『宇宙交響詩-』で使用。これにより、メーテルの前に自分の姿やラーメタルの光景を映し出して彼女に語りかけている。
ソウルリングの書き換え
ソウルリングと呼ばれる、人間のもつ「魂の情報」を奪い取ったり、書き換えたりする能力。これにより、精神や人格を形成する根幹の部分を書き換えることで相手を洗脳し、精神的に束縛することもできる。『宇宙交響詩-』で自身のクローン体に使用したほか、ラーメタルを脱出する際には娘のメーテルを抱き締めてその半分を奪い取り、それを利用してアンドロイドを多数生み出した。物語のラストで、プロメシュームはこれにより彼女がいつか再び自分のもとに戻ってくることを予見しながら復活の時を待っていた。
バリア＆エネルギー弾
プレイステーション用ゲーム『松本零士999 〜Story of Galaxy Express 999〜』でボスキャラクターとして現われた時に使用。周囲に白いボール状のバリアを浮遊・周回させて鉄郎の攻撃を防ぎ、手からエネルギー弾を放って攻撃する。エネルギー弾は片手で連続して繰り出すタイプと、両手を頭上に掲げてパワーを集束させた大きなものを1発放つタイプがあり、後者は追尾する性質を持つ。
2011年にリリースされたパチンコ台『CRびっくりぱちんこ銀河鉄道999』での3DCGによるムービーでも、手からエネルギー弾を放つシーンがある。

## 娘達への感情表現
『999』原作及び映画2作目では、消滅する前に母親思いのメーテルに叫び、たとえ機械化された者でも母としての娘に対する思いを持ち、愛情表現をして人間らしさがあることを見せながら死んでいったが、TV版では、実の娘であろうと自分の野望を阻む者は殺すことをためらわず、鉄郎が自分に銃を向けた際には彼女の体を盾にしていた。また映画1作目では娘に裏切られたことへの仕返しとして、鉄郎をメーテルの目の前で絞殺しようとし、彼女が泣き叫ぶ様子を見て愉しむなど、先述の原作及び映画2作目の描写と併せ、彼女に対しては愛憎入り混じる感情を抱く姿が描かれた。原作でのメーテルの弁によれば、彼女が幼い頃朝露が付いてキラキラと光るクモの巣が好きだったという理由で、惑星大アンドロメダの街の灯をそれに似せて配置しており、メーテルに対し相当に愛情を注いでいるのが分かる。『宇宙交響詩メーテル 銀河鉄道999外伝』ではメーテルに対し異常な執着を見せており、彼女の代わりのアンドロイド（『999』映画1作目にてプロメシュームの左右に侍る侍女のような姿）を多数作り、それを「メーテル」と呼んでいた。だが、いずれも彼女のような心を持ち合わせたものにはなり得なかった。
もう一人の娘・エメラルダスについては、映画1作目が制作された時点では、2人が親子という設定はない（後述）。
『宇宙交響詩メーテル 銀河鉄道999外伝』の前日譚である『メーテルレジェンド』では、第二楽章（後編）のエンディングで能面のような顔をした姿になり果て、人間の心を完全に失ったが、『999号』に乗って悠久の旅に送り出したメーテルとエメラルダスの2人に対して、いつか自分を倒すために戻ってくるように願いかけるかたちで最後の「人間としての心」を持ってその願いを託している。

## 設定の変遷
『999』作中では「プロメシューム」としか名前は出ておらず、『999』連載中にサンケイ新聞で連載が開始された『1000年女王』のヒロイン・雪野弥生のラーメタル名が「ラー・アンドロメダ・プロメシューム」と明かされた後に、原作者の松本自ら『1000年女王』はメーテルの母・プロメシュームの物語と明かしたことで、雪野弥生＝『999』のプロメシュームということになった 。が、映画化の際にキャッチコピーが「1000年女王はメーテルなのか？」というものに決まったことに加え、松本自身も後に弥生＝メーテルと発言したこともあり、「1000年女王」こと雪野弥生と『999』のプロメシュームは別の人物という線で落ち着き、メーテルとエメラルダスも『999』アンドロメダ編では「ライバル」であり「姉妹」ではなかった。しかしその後、1990年代に発表した『ニーベルングの指環』第2部「ワルキューレ」で幼少時のメーテルとエメラルダスが登場、2人は姉妹ということとなり、第3部「ジークフリート」でメーテルが自分の母の名を「ラー・アンドロメダ・プロメシューム」と語る場面が描かれた。さらにOVA『メーテルレジェンド』において弥生がメーテルとエメラルダスの母・プロメシュームとして登場し、機械帝国の女王へと変貌する様子が描かれた。
こうした設定の変更により、『レジェンド』で2人の母として久しぶりにプロメシュームを演じた潘恵子は、「自分も実際に母親として生活しているので、「子供を育てる母親」という苦悩の部分が彼女とダブって見えた」とコメントした一方、『レジェンド』と『宇宙交響詩-』を経て機械化世界の女王として変貌していく様子が描かれたことについては『宇宙交響詩-』DVDの映像特典のインタビューで「生身の体から機械化していく過程を、絵面で変わっていくのと一緒に（演技でも）やっていくべきだとは思うけど、私としては生身の人間であるところをどこかに残しておいて欲しかった」と語っている。また、「人間の雪野弥生をもう一度やりたい」とも語っており、『1000年女王』でヒロイン・雪野弥生として演じてきた潘としては心残りな部分もあったようだ。

## 名前
先述の通り、正式名にはII世と付く。プロメシュームの2代目ということで、メーテルとの関連性をうかがわせるものとなっている。ただし、『1000年女王』の原作で初めてラーメタル名を名乗った時には「II世」とはつけておらず、この正式名は松本の「弥生=メーテル」発言や映画化の際のキャッチコピーが決まったあたりから出てきたものである。また、プロメシュームという名は機械帝国（ラーメタル）の女王や最高権力者としての「称号」的な意味あいもあるとされ、『999』映画2作目で娘のメーテルがその後を継いだという噂が流れた時には、彼女の故郷であるラーメタル星で機械化人たちと戦っていたパルチザン・ミャウダーの弁によればメーテルがプロメシュームと呼ばれていたという。さらに映画2作目のその後を描いたスピンオフ作品の『銀河鉄道999 ANOTHER STORY アルティメットジャーニー』では、メーテルがプロメシュームの名を継いで正式に「メーテル・プロメシュームIII世」を名乗っている。この際「本来であれば長女のエメラルダスがプロメシュームの名を継ぐはずだった」という設定も追加されている。
「プロメシューム」という名前は、元素プロメチウム（プロメシウム）に由来する。松本によれば、この金属は原子炉の中にしかできない金属であり、非常に人工的なものなのだという。彼女の名が示す意味について、『レジェンド』冒頭のナレーションでメーテルが「アンドロメダの太陽」、自然界に存在することのない重金属・プロメシウムの名と言及している。なお、プロメチウムの名前はギリシャ神話の神・プロメテウス（プロメーテウス）に由来し、一説によれば神々とそっくりの姿をした人間を生み出し、彼らに火の使い方を教えたという。プロメシュームも機械化文明を誕生させ、機械の体による永遠の命を宇宙に広く普及させようとしたという点で、『999』の作品世界においてこのプロメテウスのような文化英雄的キャラクターとなっている。

## ゲームでの登場
『松本零士999 〜Story of Galaxy Express 999〜』では、映画1作目に準じた姿をしている。行動や言動も映画1作目と原作版を合わせたものとなっている。なお、鉄郎とプロメシュームが直接対決するのは、この作品が唯一である。
鉄郎を「生きたネジ」にしようとするもメノウの裏切りで失敗。メノウを裏切り者として処刑すると、ボスキャラクターとして鉄郎に戦いを挑んでくる。映画1作目で登場した際に乗っていた円盤の上からバリアで攻撃を防ぎつつエネルギー弾で攻撃してくるが、体力ゲージがなくなると頭を抱えながら後ろに倒れて円盤から落ちる。これでも殺すことはできなかったが、メーテルから渡されたドクター・バンのカプセルを鉄郎が大アンドロメダのコアに投げ込むと、そのままコアに落下して死亡する。

## 声優
- 来宮良子（『銀河鉄道999』TVシリーズ、映画2作品 ほか）
来宮は映画2作目の『さよなら銀河鉄道999』のロマンアルバムのコメントでプロメシュームのことを、「本当は優しい母親だったのではないか」とコメントしている。
- 潘恵子（『1000年女王』、『メーテルレジェンド』、『宇宙交響詩メーテル 銀河鉄道999外伝』）
『1000年女王』TV版、映画版でのクレジット表記は雪野弥生、弥生/1000年女王となっている。前述のとおり、潘は『宇宙交響詩-』DVDの映像特典における座談会形式の出演者インタビューで『レジェンド』、『宇宙交響詩-』での、プロメシュームについてコメントしている。このとき一緒にいたレオパルド役の松本保典はプロメシュームについて「脅威の対象ですね」と答えると、潘は「奥さん（佐久間純子）より怖い?」とからかい気味に訊ねたり、「メーテルのお母さんは、ホントは優しかったのよ」と言って両手でハートを作るなどしていた。